# الكيمياء الحيوية لرائحة الجسم
الكيمياء الحيوية لرائحة الجسم تتعلق بالمركبات الكيميائية المسؤولة عن رائحته وحركتها.

## السبب
تشمل رائحة الجسم رائحة الإبط ورائحة القدم، حيث تننتج عن مجموعة من الافرازات للغدد العرقية ومسامات الجلد الدقيقة. و بالإضافة إلى ذلك وجود ناقل ABCC11 ضروري لمعظم الروائح الإبطية. وتعد رائحة الجسم ظاهرة معقدة،  حيث تشارك العديد من المركبات والمحفزات في تكوينها. حيث البداية تكون بإفرازات من الغدد العرقية عديمة الرائحة، لكن مركبات سلائف الروائح الكرهيه تقوم بتحويل الافرازات عن طريق بكتيريا سطح الجلد إلى مركبات روائح متطايرة هي المسؤولة عن الرائحة الكريهة للجسم. و تساهم المياه والمغذيات التي تفرزها الغدد العرقية في رائحة الجسم من خلال خلق بيئة مثالية لدعم نمو بكتيريا سطح الجلد. ماء and مغذيs  .

## الأنواع
هناك ثلاثة أنواع من الغدد العرقية: ايكوكراين واكوكراين والأبوكرين. وتعد الابوكراين هي الغدد المسؤولة في المقام الأول عن الرائحة الكريهة للجسم، وغدد الابوكراين غالبا ما تتواجد في المناطق الإبطية (تحت الإبط) ، في حين يتم توزيع الغدد اكوكراين في جميع أنحاء الجلد تقريبًا، على الرغم من وجودها بشكل خاص في المناطق الإبطية، لكن تعد مساهمتها في الرائحة الكريهة ضئيلة نسبيًا. وتعد الغدد الدهنية، نوع آخر من الغدد الإفرازية، لكنها لا تعد من الغدد العرقية كونها لا تفرز العرق ولكن تقوم بافراز مادة دهنية، والتي تساهم أيضًا في رائحة الجسم إلى حد ما.
تتضمن المركبات الرائحة الرئيسية التي تساهم في الرائحة الإبطية ما يلي:
الأحماض الدهنية المتفرعة غير المشبعة أو الهيدروكسيلية، والستيرويدات المنبعثة من الأندروستان، وهي الفيرومونات والأندروستينون والأندروستينول
وتكون هذه المركبات بلا رائحه حيث يتم افرازها من الابوكرين ويتم تحويلها بواسطة إنزيمات مختلفة ناتجه من بكتيريا سطح الجلد.  وتعد المكورات العنقودية مثالا على تلك البكتيريا.
توجد الستيرويدات الأندروستين ديهيدرويبياندروستيرون سلفات وكبريتات الأندروستيرون في شعر الإبطية كما تتواجد بتراكيز عاليه مع الدهون . ويحتوي العرق المفرز من الابوكرين على كميات عالية نسبيًا من الأندروجينات، على سبيل المثال ديهيدرويبياندروستيرون (DHEA)، وأندروستيرون، وتستوستيرون، ومستقبل الأندروجين (AR)، هو الهدف البيولوجي للأندروجينات، التعبير عن قوه الغدد الافرازية ابوكراين. بالإضافة إلى ذلك، تم العثور على 5α-reductase type I ، وهو إنزيم يحول التستوستيرون إلى ثنائي هيدروتستوستيرون أكثر فعالية من الأندروجين (DHT) ، ويتواجد بشكل كبير في الغدد العرقية للمراهقين، وقد وجد أن الاندروجين يساهم بشكل خاص في الرائحة الكريهة أيضًا. بدءا من سن البلوغ، يكون للذكور مستويات أعلى من الأندروجينات مقارنة بالإناث وتنتج رائحة كريهة أكثر نسبيًا. وقد ثبت أن الرائحة الإبطية الأعلى التي تظهر في الذكور ترجع إلى زيادة التحفيز النسبي لغدد عرق الإفراز بواسطة الأندروجينات.

## علم الوراثة
ABCC11 هو جين يشفر ناقلة تدفق مدفوعة عن طريق ATP تم العثور عليه لنقل مجموعة متنوعة من الأنيونات المحبة للدهون بما في ذلك النيوكليوتيدات الحلقية، استراديول غلوكورونيد، كبريتات الستيرويد مثل DHEA-S ، والأحماض الصفراوية الأحادية. حيث تتواجد في غدد الابوكراين، حيث الإبط، والغدد الخزفية في القناة السمعية، وفي الغدة الثديية.
تم العثور على بروتين وظيفي ليكون له دور بوجود الرائحة الإبطية القوية المميزة للقوقازيين والأفارقة. وتختلف الرائحة لدى الآسيويين لوجود إفراز اتحادات بعض الأحماض الامينيه بما في ذلك الأحماض الدهنية المتشعبة غير المشبعة أو الهيدروكسيلية المتشعبة 3M2H و HMHA و تم العثور على سلفانالكالانول وبعض المنشطات المنبعثة من الأندروستان والروسترين والأندروستينول بشكل ملحوظ أيضًا. وبالاضافه إلى ذلك وجد أن الآسيويين لديهم غدد إبوكرية إبطية صغيرة نسبيًا، في حين وجد أن المرضى الذين يعانون من فرط التعرق لديهم عدد أكبر بكثير من الغدد الإبوكرية بحج كبير نسبيًا ..

## الأحماض الدهنية
على النقيض من المركبات ذات الرائحة الكريهة المذكورة أعلاه، فإن مستويات الأحماض الدهنية طويلة السلسلة والمستقيمة مثل حمض سداسي كانويك وحمض ثمانيكانويك وحامض ثمانيكانويك وحمض لينوليك وأحماض دهنية قصيرة السلسلة مثل حمض الزبتيك وحمض الهيكسويك وحمض الأوكتانويك فانها لا تتاثر بالعامل الوراثي ABCC11 ، مما يشير إلى أن إفرازهم مستقل عن ABCC11 , وتعد هذه الأحماض الدهنية المستقيمة ذات رائحة كريهة، ولكن بشكل مختلف وبدرجة أقل بكثير مقارنة بالأحماض الدهنية المتشعبة . وفقًا لذلك، قيل أنه من المحتمل جدًا أن تكون هذه الأحماض الدهنية الأليفاتية ذات السلسلة المستقيمة مسؤولة عن الرائحة الإبطية الحمضية الباهتة التي لوحظت سابقًا في معظم الأفراد اليابانيه، لا تختلف البكتيريا بين الاشخاص باختلاف اصولهم وجيناتهم .
يبدو أن ناقل ABCC11 يدخل في كل من نقل الستيرويدات الأندروستين إلى الخلايا الإفرازية للغدد الابكراين وفي إفراز المركبات ما قبل التصاق من الغدد الإبوكية الإبطية. وتشمل الستيرويدات المحددة التي تم العثور عليها لنقل ABCC11 كبريتات الستيرويد مثل DHEA-S وكبريتات الإسترون وغلوكورونيدات الستيرويد مثل استراديول جلوكورونيد.  ووفقًا لانتقال المركبات المتضمنة في الرائحة الإبطية، يرتبط الجين ABCC11 بشدة بالرائحة الإبطية. فيتمتع الآسيويون برائحة إبطي صغيرة أو باهتة، في حين أن القوقازيين والأفارقة لديهم رائحة إبطي قوية، وقد وجد ذلك بسبب الاختلافات الجينية في جين ABCC11 .
المصدر